# فيصل سعيد
فيصل سعيد المطر هو ناشط حقوق إنسان وريادي اجتماعي أمريكي عراقي، والذي وصل إلى الولايات المتحدة كلاجئ في 2013. فيصل هو مؤسس جلوبال كونفرزيشنز ومنظمة أفكار بلا حدود وسبق له العمل في Movements.org لمساعدة المعارضين في المجتمعات المغلقة عالميًا. تحصل فيصل على الجنسية الأميركية في يونيو 2019.

## سيرته الذاتية
وُلد فيصل سعيد المطر في الحلة، العراق في 1991، ثم انتقل لاحقا إلى بغداد. ترعرع في عائلة مسلمة وسطية التدين في العراق، رغم كونه غير مؤمن غالب نشأته. وصف نشأته في حكم صدام بكونه معرضًا "لأم المعلومات المغلوطة".
تعرض فيصل للتهديدات المستمرة من القاعدة بسبب كتاباته وآرائه العلمانية، كما نجا من ثلاث محاولات اختطاف وقُتل أخوه وابن عمه في حوادث عنف على يد القاعدة. زار فيصل لبنان وماليزيا حيث أسس الحركة الإنسانية العالمية العلمانية في سبتمبر 2010 "بهدف تناول غياب الملحوظية والحماية القانونية للإنسانويين العلمانيين". وصلت إليه تهديدات بالقتل نتيجة لذلك من جماعات دينية أمثال جيش المهدي وعناصر مرتبطة بتنظيم القاعدة.
هرب فيصل من العراق وأصبح لاجئًا في الولايات المتحدة في 2013، حيث عاش في هيوستن قبل أن يستقر في مدينة نيويورك حيث أسس منظمة أفكار بلا حدود بهدف إنشاء صفحات ويكيبيديا ومقالات أكاديمية وأعمال إبداعية عن العلوم والأدب والفلسفة لمتحدثي اللغة العربية في محاولة لمجابهة الأكاذيب ولنشر التفكير النقدي في مواجهة الأخبار الزائفة.
أطلق فيصل حملة في أبريل 2021 لإعادة كتب جامعة الموصل المدمرة بتبرعه بنحو 2500 كتابًا طلبتها الجامعة. وفرت الحملة أيضًا 20 حاسوبًا و20 طابعة "للسماح للجامعة بالوصول إلى الكتب الإلكترونية والصحف حول العالم ولتكون الجامعة متصلة بالمجتمع العالمي".
أطلق فيصل برنامجًا في أغسطس 2021 بعد انسحاب الولايات المتحدة من أفغانستان لتعيين 70 مترجمًا أفغانيًا سبق لهم العمل مع الجيش الأميركي للعمل في مشروع بيت الحكمة 2.0 لترجمة الكتب والمقالات إلى اللغة الدرية واللغة البشتوية.